# Прокляття мертвого озера
«Прокляття мертвого озера», досл. «Змійоголовий жах» (англ. Snakehead Terror) — американський фантастичний телефільм жаху 2004 р. Це один з двох фільмів телеканалу Syfy, створений на реальних подіях про змійоголову рибу у ставку Крофтоні, Меріленд. Інший фільм — Риба-Франкенштейн. Змійоголовий рій — незалежна комедія про істоту, заснована на тому ж інциденті у Крофтоні, і лише один фільм з трьох насправді знятий у штаті Меріленд.

## Сюжет
Невелике місто, що відчайдушно намагається оправитися від важких економічних часів, перебуває під загрозою, коли ненажерлива риба-змійоголов мутувала, постраждавши від хімічних речовин. Риби здатні рухатися і на землі, вони змушені тепер залишати нині безплідне озеро у відчайдушних пошуках їжі — тварини, рослини чи людини. У гонці на час місцевий шериф і біолог, Лорі Дейл, спробують врятувати дочку-підлітка шерифа й її друзів, і саме місто від смертельної небезпеки.

## Ролі
- Брюс Бокслейтнер у ролі шерифа Патріка Джеймса
- Керол Альт у ролі Лорі Дейл
- Челан Сіммонс у ролі Амбера Джеймса
- Джуліан Вімблз у ролі Джаггера
- Райан Макдонел у ролі Люка
- Ровчук Чад у ролі Крейга
- Метью Маккоул у ролі Джеймса
- Вільям Б. Девісу ролі Дока Дженкінса
- Алістер Абель у ролі Семмі
- Даг Абрахамс у ролі заступника Кларка
- Бренда Кемпбелл у ролі репортера
- Гардінер Міллар у ролі мисливця № 1
- Бро Гілберт у ролі заступника Рисома
- P. Лінн Джонсон у ролі Норми
- Гарі Джонс у ролі Коліна Дженкінса